# ابرینگتون
ابرینگتون (به انگلیسی: Ebrington) یک روستا و محله مدنی در بریتانیا است که در Cotswold واقع شده‌است. ابرینگتون ۵۷۰ نفر جمعیت دارد.